# BYD K-Series
BYD K-9 (e-bus12) – autobus miejski o napędzie elektrycznym produkowany przez chińskie przedsiębiorstwo BYD Auto.

## Specyfikacja
Według danych producenta zamontowane w autobusie żelazowe baterie i panele słoneczne montowane na dachu pozwalać mają na pokonanie 250 kilometrów na jednym ładowaniu, które ma trwać od 4 do 6 godzin. Natomiast system szybkiego ładowania umożliwia naładowanie akumulatorów w 30 minut do 50% całkowitej pojemności.

## Eksploatacja
Do 2013 roku w ChRL eksploatowanych jest półtora tysiąca egzemplarzy. Pierwszym europejskim podmiotem, który zakupił BYD K-9 był natomiast przewoźnik z holenderskiej wyspy Schiermonnikoog. W Polsce autobus był testowany w 2013 roku przez Miejskie Zakłady Autobusowe w Warszawie na linii 222. Następnie w Krakowie, Jaworznie, Gdańsku oraz Gdyni.
Autobusy BYD jeżdżą również w Londynie, Mediolanie, Amsterdamie, Turcji, Indiach, Izraelu i Malezji.

## Rekord zasięgu
W nocy z 12 na 13 lipca 2013 r. elektryczny autobus BYD wyjechał w trasę z Jaworzna do Gdańska. Pokonał aż 336 km dojeżdżając do bazy we Włocławku.
Na trasie pojawiły się liczne utrudnienia, takie jak niespodziewane w nocy korki (ok. 2-godzinny zator na drodze w okolicach Łodzi) oraz ciągłe opady deszczu. Mimo napotkanych utrudnień, po przejechaniu 336 km i zaparkowaniu autobus dysponował nadal 14% baterii.
Dla zapewnienia transparencji oraz niezależności przeprowadzanej próby bicia rekordu, ciągły nadzór i patronat rekordu zostały objęte przez Klub Miłośników Komunikacji Miejskiej z Warszawy. Klub wydelegował również kierowcę oraz kontrolującego przebieg próby bicia rekordu delegata.